# Johan Reinhard
Johan Reinhard (13 de diciembre de 1943) es un científico y explorador estadounidense considerado Explorer-in-Residence de la National Geographic Society y Senior Research Fellow en el Mountain Institute de Virginia Occidental, en EE. UU.. Es también Profesor Visitante en la Universidad Católica de Salta, Argentina, y profesor Honorario de la Universidad Católica de Arequipa, Perú.
Reinhard es reconocido internacionalmente por las importantes investigaciones de campo realizadas en las regiones andinas de Argentina, Perú, Bolivia, Chile y Ecuador. Sus investigaciones han llevado a presentar nuevas teorías para explicar el misterio de los sitios ceremoniales prehispánicos en cumbres de montañas de hasta 6.739 m s. n. m., las líneas de Nazca, y los antiguos centros ceremoniales de Machu Picchu, Chavín, y Tiahuanaco.[cita requerida]

## Trayectoria
Johan Reinhard pasó sus primeros años en New Lenox, Illinois, en los EE. UU. Comenzó sus estudios en antropología en la Universidad de Arizona y en 1974 culminó su doctorado en antropología en la Universidad de Viena, Austria.
Es Explorer-in-Residence de la National Geographic Society y es también Senior Research Fellow en el Mountain Institute de Virginia Occidental, en EE. UU.
Reinhard se ha especializado en el estudio de las creencias religiosas y prácticas culturales de los pueblos de montaña, especialmente en los Andes y el Himalaya, lugares donde ha desarrollado gran parte de sus investigaciones. Dirigió expediciones en busca de sitios incaicos de altura, realizando más de doscientas ascensiones a altitudes superiores a los 5200 m s. n. m. Descubrió más de 40 yacimientos arqueológicos de gran importancia cultural e histórica.
Vivió más de diez años en el Himalaya, abocado a proyectos de investigación antropológica, principalmente en Nepal, pero también en el Tíbet, Bután, y en las localidades de Garwhal y Sikkim en la India. Dirigió los proyectos de entrenamiento del «Cuerpo de Paz» en Nepal.
Es miembro de varias organizaciones, entre ellas la American Anthropological Association, el Society for American Archaeology, el Institute of Andean Studies, el Explorers Club, el American Alpine Club, el Association for Nepal and Asian Studies, y la Royal Geographical Society. 
En la década de 1980 se desempeñó como profesor en cruceros, tanto en el mar Caribe, como a lo largo de la costa del océano Pacífico en América del Sur y en la Antártida, y en varios viajes alrededor del mundo. 
Habla español, nepalí, alemán, y raji, una lengua tribal de Nepal, además de haber descubierto el kusunda, una de las lenguas más raras del mundo, casi desaparecida.
En el período 1989 a 1992, dirigió el primer proyecto Andino de investigación arqueológica submarina en el lago Titicaca.

## Investigaciones y descubrimientos
En 1995 dirigió los equipos que recuperaron los restos de cuatro sacrificios humanos pertenecientes a la cultura Inca en Ampato, a 6 312 m s. n. m. Uno de ellos fue la Doncella del Hielo. 
Durante el período de 1996 a 1999 realizó expediciones que dieron lugar al descubrimiento de catorce sacrificios humanos incaicos en cinco montañas por encima de 5 500 m s. n. m.
En 1999 codirigió el proyecto que permitió la recuperación de tres momias en perfecto estado de conservación a 6 739 m s. n. m. en el  volcán Llullaillaco, el sitio arqueológico más alto del mundo. Este descubrimiento, fue conocido como los niños de Llullaillaco.
Llevó a cabo estudios sobre chamanismo y prácticas religiosas tradicionales en Nepal, Tíbet, Bután, y la India e investigaciones sobre la función de las montañas sagradas en el budismo tibetano y el hinduismo. Investigó acerca de la sacralidad de las «tierras ocultas» del budismo tibetano, profundizando estudios en seis de estas áreas.
Estudió la cultura raute y la cultura kusunda, dos de las últimas tribus nómadas que todavía practican la caza y recolección, que habitan en el oeste de Nepal.
En otras partes de Asia ha estudiado pastores musulmanes de camellos en Rajasthan y pescadores musulmanes de las Islas Maldivas en el Océano Índico. 
Fue miembro de la exitosa «Expedición Everest 1976» de los EE. UU., siendo miembro también de los equipos que hicieron algunos de los primeros descensos de los ríos del Himalaya. 
En 1963, Reinhard participó en más de 150 saltos en paracaídas en Europa y los EE. UU., incluyendo un salto en grupo, desde más de 6 000 metros, el cual marcó un récord mundial en ese momento. Reinhard y sus compañeros de equipo mantienen además el récord de la inmersión de buceo a mayor altura, realizada en 1982 en el lago del cráter de la cumbre del Licancabur entre Bolivia y Chile, a 5 850 m s. n. m.
En Austria, participó en la primera investigación arqueológica subacuática realizada en ese país, en la cual se exploró, de un yacimiento arqueológico neolítico sumergido en un lago.
En Italia, fue miembro de los equipos que realizaron investigaciones arqueológicas de los naufragios romanos en el mar Mediterráneo. Participó en el proyecto de arqueología subacuática en el Lago di Bolsena, explorando las ruinas de Villanovan, un pueblo italiano de la Edad de Hierro.
En 2002, realizó en Grecia investigaciones acerca de las montañas sagradas y la religión tradicional. 
En México fue miembro de una investigación arqueológica subacuática de los lagos sagrados de los aztecas en el monte Toluca, llevada a cabo en 2007 y 2010.
En 2009 participó en Ecuador en una investigación arqueológica subacuática en el lago Culebrillas y en la bahía de Caráquez. 
Durante 2010, investigó los sitios arqueológicos subacuáticos del lago Issyk-Kul en Kirguistán.
Colaboró en producciones filmicas para documentar sus investigaciones para la BBC, la Smithsonian Institution, y el Instituto de Cine Científico de Alemania. Sus investigaciones han aparecido en diversos documentales de televisión, incluyendo el National Geographic Channel, BBC, NOVA, Public Broadcasting Service y Discovery.
Se han construido tres museos en diferentes países con el fin de albergar y exhibir los descubrimientos arqueológicos realizados en expediciones dirigidas por Reinhard: el Museo Santuarios Andinos, en Arequipa, Perú, el Museo de Arqueología de Alta Montaña de Salta, Argentina; y el Museo Arqueológico de Challapampa, en la Isla del Sol, del Lago Titicaca, Bolivia.

## Premios y reconocimiento
- En 2000 fue seleccionado por la revista Outside como uno de los «25 aventureros y exploradores más extraordinarios de los tiempos actuales».
- En 1998 la Junior Library Guild seleccionó su libro Discovering the Inca Ice Maiden, escrito para niños en edad escolar como «Libro Destacado / Extraordinario».
- En 1996 fue galardonado con la «Medalla de Oro» de la ciudad de Arequipa por sus investigaciones arqueológicas en el sur de Perú.
- En 1992 recibió el «Puma de Oro», máximo galardón de Bolivia en el campo de la arqueología

## Publicaciones
Libros
- Inca Rituals and Sacred Mountains: A Study of the World's Highest Archaeological Sites, En colaboración con Constanza Ceruti, Cotsen Institute of Archaeology Press, (2010) ISBN 978-1-931745-76-5
- Machu Picchu: Exploring an Ancient Sacred Center, University of California (2007) ISBN 978-1-931745-44-4
- The Ice Maiden: Inca Mummies, Mountain Gods, and Sacred Sites in the Andes, National Geographic Society, Washington, D.C. (2005) ISBN 978-1-4262-0176-9
- Machu Picchu: The Sacred Center, Instituto Machu Pichu, Lima (2002) ISBN 9972-9664-0-2
- An Archaeological Investigación of Inca Ceremonial Platforms on the Volcano Copiapo Central Chile, In Contributions to New World Archaeology, N Saunders Editor, Oxford (l992)
- Las Líneas de Nazca: Un Nuevo Enfoque sobre su Origen y Significado, Editorial Los Pinos, Lima (1987)

Artículos
- Coropuna: Templo y Montaña de los Incas. Revista del Centro de Investigaciones Arqueológicas de Alta Montaña (2001)
- Frozen in Time, National Geographic 196 (5) (1999)
- New Inca Mummies, National Geographic 194 (I) (1998)
- The Temple of Blindness: An Investigation of the Inca Shrine of Ancocagua,  Andean Past (1998)
- Llullaillaco: Investigación del Yacimiento Arqueológico más Alto del Mundo, Anales de Arqueología y Etnología, Mendoza (1997)
- House of the Sun: The Inca Temple of Vilcanota, Latin American Antiquity (1995)
- Llullaillaco: An Investigación of the World's Highest Archaeological Site, Latín American Indian Languages Journal (1993)
- Tiahuanaco, Centro Sagrado de los Andes, En Guía Cultural y Turística de Bolivia, Fundación Cultural, La Paz (1992)
- Investigación Arqueológica de las Plataformas Inca Ceremoniales en los Volcanes de Copiapó y Jotabeche (Región de Atacama), Revista Contribución Arqueológica (1991)
- Sacred Mountains: An Ehno-Archaeological Study of High Andean Ruins, Mountain Research and Development (1985)
- Las Montañas Sagradas: Un Estudio Etnoarqueológico de Ruinas en las Altas Cumbres Andinas, Cuadernos de Historia (1983)
- Shamanism among the Raji of Southwest Nepal, En Spirit Possession in the Nepal Himalayas, Vikas Publishing House, New Delhi (1976)
- The Ban Rajas: A Vanishing Tribe,  Contributions to Nepalese Studies (1976)
- The Raute: Notes on a Nomadic Hunting and Gathering Tribe of Nepal, Kailash, A Journal of Himalayan Studies (1974)
- Aperçu sur les Kusunda: peuple chasseur du Népal, Objets et Mondes (1969)

Publicaciones en colaboración
- Ceruti, C., Previgliano, González J., Arias F., y Reinhard J., Síntesis de Estudios Interdisciplinarios en las Momias Congeladas del Volcán Llullaillaco, En Actas del XV Congreso Nacional de Arqueología Argentina, Antonio Austral and Marcela Tamagnini Editores (2009)
- Reinhard J. Ceruti C., Rescue Archaeology of the Inca Mummy on Mount Quehuar, Argentina. En Proceedings of the Fifth World Mummy Congress, Torino (2005).
- Reinhard J., Ceruti C., Investigaciones arqueológicas en el Volcán Llullaillaco: Complejo ceremonial incaico de alta montaña. EUCASA Salta (2000).
- Reinhard, Ponce, Pareja, Portugal, Ticlla, Exploraciones Arqueológicas Subacuáticas en el Lago Titikaka, Editorial La Palabra, La Paz (1992).
- Reinhard J. Sanhueza J. Expedición Arqueológica al Altiplano de Tarapacá y sus Cumbres, Revista de Corporación para el Desarrollo de la Ciencia (1982).
- Reinhard J. Baron A.M. Expedición Arqueológica al Volcán Licancabur, Revista de Corporación para el Desarrollo de la Ciencia (1981)
- Reinhard, Underwood, Shrestha, Nepal Cross-Cultural Trainers Manual, New Educational Research Associates, Kathmandu (1978).